# Manolo Rock Aguilar
Manolo Rock Aguilar, nacido el 24 de agosto de 1960 en Las Palmas de Gran Canaria (Islas Canarias), es un activista contracultural de la escena musical española en general y de la valenciana en particular. Mánager, músico, escritor, pinchadiscos, emprendedor y ejecutivo discográfico.

## Biografía
Recién llegado a Valencia en 1979, con solo 18 años, contactó con una incipiente La Banda de Gaal con la cual comenzó a trabajar como mánager personal, en lo que sería su primera experiencia laboral en estas lides. Posteriormente, a lo largo de su vida profesional, ha ejercido dicha función con artistas como Gabotti, Cómplices (los punkies valencianos reconvertidos a 3Cómplices), Surfin' Bichos, Comité Cisne o Transfer, además de Franky Franky y El Ritmo Provisional, Imprevisibles, NES (Nuevo Ejército de Salvación), Incompatibles y Los Cangrejos.
Mientras trabaja con Gabotti, contacta con DRO y termina publicando con ellos los dos primeros discos del solista valenciano. Así, ven la luz, el single No quiero ser y, posteriormente, el maxisingle Soy un ligón. Toda esta buena relación se traduce en su fichaje como delegado de promoción para la Comunidad Valenciana de la compañía discográfica independiente madrileña. Un vínculo que se mantiene de 1982 a 1984 y que da pie a que pueda promocionar por gran parte del Levante español los lanzamientos de discos tan icónicos como El ritmo del garage (Loquillo y Los Trogloditas), Cuatro rosas (Gabinete Caligari), Una décima de segundo (Nacha Pop), Selector de frecuencias (Aviador Dro) o Fuego en mi oficina (091), entre otros muchos más.
En 1986, por medio de Discos Medicinales, se publica el LP De espías, policías y ladrones... de Cómplices, donde sale referenciado como el cuarto cómplice y productor ejecutivo. Al poco tiempo, y debido a la aparición de los Cómplices de Teo Cardalda, deciden abandonar el proyecto.
Entre 1983 y 1987 es pinchadiscos residente y responsable de la programación en directo de la sala Gasolinera (Valencia), donde consigue que bandas del calibre de Corazón Rebelde (chilenos exiliados en París), Los Enemigos (Madrid), Los Cardíacos (León), Claustrofobia (Barcelona), La Frontera (Madrid), Alphaville (Madrid), Gatos Locos (Tarragona) o Dulce Venganza (Sevilla) actuen por primera vez en la capital del Túria.
La sala Garage Arena (Valencia), a través de su propietario, Napoleón Beltrán, lo contrata en 1988 para que realice las mismas funciones que en Gasofa (como cariñosamente se conocía a Gasolinera en todo el circuito underground de la ciudad). Repite hito y consigue que los granadinos 091 y los madrileños Los Ronaldos toquen por primera vez en Valencia, como cierre de la temporada de actuaciones.
Llegado 1989, funda Arimatea Management consiguiendo que todos los grupos pertenecientes a la oficina puedan publicar sus canciones. Así, Comité Cisne lanza su LP Instinto (BMG-Ariola, 1991), los albaceteños Surfin' Bichos hacen lo propio con Gente abollada (Rabia Records, 1989), La luz en tus entrañas (La Fábrica Magnética, 1989) y Fotógrafo del cielo (Virus Records-RCA, 1991), Franky Franky y El Ritmo Provisional presentan La rebelión del Llano (La Fábrica Magnética, 1988), Imprevisibles sacan Beberte (Pertegás, 1989), Los Cangrejos el directo Sweating in Gasofa (Rabia Records, 1990) y NES su Alta tensión (Rabia Records, 1990).
Publica en 1994 un modesto libro autofinanciado bajo el título de En la Valencia subterránea, 1980-1990, donde hace un balance de su vida en el periodo mencionado. Inmediatamente comienza a colaborar como crítico musical en la revista Wah-Wah que dirige Ramón D. Martínez.
A mediados de la década monta su propia banda con el nombre de Huevos Duros, llegando a publicar dos cedés: El Sistema te quiere sano, quedan muchos cerdos por engordar y Grandes éxitos de la Humanidad, además de intervenir también en varios discos recopilatorios. A la par, funda el sello discográfico Subterráneo Records que da cobijo a propuestas musicales como las de Hilario Cortell al frente de Incatalogables Y Yo, Morgana Vs Morgana, Jah Macetas, Transfer, Benito Kamelas, Mak y Los Desertores, Antídoto o Gigatron.
En 1996, retoma su vertiente de mánager personal con el combo de rock urbano Transfer, publicando el disco Fin de siglo bajo la marca Locomotive Music. Después de dos intensos años repletos de conciertos, separan sus caminos por diferencias de criterio profesional, a lo que hay que sumar la oferta de Roxy Club (Valencia) para que entre a formar parte de su plantilla como encargado de la relación con los medios y coordinador del concurso nacional Valencia Sona, con el que estuvo involucrado en sus tres ediciones, consiguiendo que Radio 3 - RNE retransmitiese en directo para toda España sus dos primeras finales, de las que resultaron ganadores los tinerfeños Species y los onubenses Cultura Probase.
Desde 2000 a 2002, paralelamente a su trabajo en Roxy Club, participa, junto a Chema Gallego, como jefe de prensa en el festival Rock Machina celebrado en Moncófar (Castellón) y por donde pasaron, en sus tres convocatorias, artistas de la talla de Loaded (liderados por Duff McKagan, bajista de Guns N' Roses), Lacuna Coil, Rhapsody, Gamma Ray, In Flames, Bruce Dickinson, Suicidal Tendencies, Mägo de Oz, Symphony X, Tierra Santa, Metalium y Grave Digger, entre otros muchos más.
A comienzos de 2002 publica, a través de Lliso Impresor, su segundo libro como Yo, M. Rock en la Valencia subterránea, 1980-2000, que viene a ser una continuación de su primera obra y donde participan firmas de los periodistas Eduardo Guillot y César Campoy, además de Carlos Álvarez (cantante de Gigatron) y Roberto Andrés "El Gato" (cantante de Los Vicentes), todo acompañado de numerosas instantáneas realizadas por los fotógrafos Liberto Peiró, Pepe Ortiz, Manolo Noguera y Juan Carlos Pestano. Durante el verano de ese mismo año recibe una propuesta para trasladarse a Madrid como director de marketing y promoción del sello discográfico Locomotive Music, la acepta y cesa en sus actividades relacionadas con el Valencia Sona y Roxy Club. Allí se encarga de conducir las campañas de lanzamiento de los nuevos discos de grupos como Los Suaves, Boikot, Los Coronas, Easy Rider, Ankhara, Hamlet, Koma, Lujuria, Porretas, Reincidentes, Soziedad Alkoholika, Sex Museum, Tierra Santa, Superamy, Dikers, Bertomeu, Gigatron y Mägo de Oz. Con estos últimos y su CD Gaia, publicado en septiembre de 2003, consigue llegar a disco de oro a las pocas semanas de su puesta a la venta. Con el nombre de Caballero Águila desarrolla la comunidad online Planeta Gaia.  En 2008, por problemas de salud, dimite de su cargo y regresa a Valencia.
La productora Matarile, hasta entonces encargada del Viña Rock de Villarrobledo y en pleno litigio con el ayuntamiento de dicha localidad por la propiedad de la marca del festival, le ofrece, por medio de su gerente José Gómez, entrar en su equipo como jefe de prensa, centrado, principalmente, en el proyecto bautizado como Viña Paiporta 2008 que se celebraría los días 26, 27 y 28 de junio. Allí, entre otros muchos nombres, estuvieron Extremoduro, El Chojín, Amparanoia, Bersuit, Rosendo, Barricada, Saratoga, Aterciopelados, Sargento García, Albert Pla y 7 Notas 7 Colores.
A partir de 2009, una vez terminada su etapa en Matarile Producciones, abre Comunitat Rock Show, una agencia dedicada a la promoción de eventos y presencia en internet, trabajando especialmente para Territorio Musical. Nuevos problemas de salud, le hacen apartarse de las producciones en directo.
En 2012, se estrena en DVD el documental Buzos haciendo surf de Surfin' Bichos, dirigido por Rogelio Abraldes y guionizado por Gabriel Molero donde aparece contando sus experiencias como primer mánager de la banda. Ese mismo año es entrevistado para el programa Dossiers de Canal 9 TV dedicado a La Moguda Valenciana, donde también aparecen Carlos Goñi (Revólver), José Manuel Casañ (Seguridad Social), José Luis Macías (Glamour y Comité Cisne), José Manuel Moles (Vídeo) y otros personajes claves de la época ochentera.
Desde 2013, pasa a dedicarle más tiempo a las colaboraciones escritas. Se convierte en columnista habitual de Mondosonoro Comunidad Valenciana y pone en marcha su propio webzine con el nombre de Subterráneo Bloc.
Con Subterráneo Records, en formato vinilo, lanza en 2015 el mini LP de 3Cómplices titulado Aviso: Se lee 3Cómplices. Este trabajo es presentado en directo en la sala Rock City Valencia que dirige Kono Ruiz, exbatería de Transfer. En ese mismo recinto se graba el videoclip de la canción Gasolinera Rock.
Con la llegada de la pandemia de COVID-19, se interesa por el mundo de los eSports y se dedica a competir como piloto virtual de NASCAR en la plataforma iRacing. Funda la escudería RamOnes Oval Spain.
En 2024, de nuevo con su sello discográfico, publica el LP La Tragedia de 3Cómplices, que es presentado en el club 16 Toneladas de Valencia en noviembre de ese mismo año. El single extraído es Acabemos bien, del que se filma un videoclip en la sala Imágenes de Valencia.